# Vavřinec Leander Rvačovský ze Rvačova
Vavřinec Leander Rvačovský ze Rvačova (též Vavřinec Rvačovský z Roudnice, 1525 Roudnice nad Labem - po roce 1591? neznámo kde) byl český kališnický kněz a spisovatel.

## Život
Narodil se v Roudnické části Rvačov. Někdy bývá chybně uváděno příjmení Rváčovský. Jako místo narození bývá rovněž chybně uváděna obec Rváčov. O jeho životě a díle před rokem 1565 nejsou žádné spolehlivé doklady. Studoval pravděpodobně v Německu nebo na pražské univerzitě, žádného akademického titulu ale nedosáhl.
Byl údajně v letech 1550-1555 správcem školy v Těšíně. Současně byl vychovatelem Friedricha Kazimíra, syna těšínského knížete Václava.
Před rokem 1565 působil údajně i v Hranicích. Před rokem 1569 byl vychovatelem synů Zdeňka Brtnického z Valdštejna a na Brtnici. Tento šlechtic se zasloužil o to, aby v roce 1565 získa Rvačovský šlechtický titul
Někdy v letech 1565 - 1570 byl ustanoven utrakvistickým knězem. Protože měl konflikty s farníky i s konzistoří, často měnil své působiště. Rovněž měl konflikty se světskou mocí kvůli dluhům a výtržnostem. Byl farářem v Moravských Budějovicích (1569), Jaroměřicích (1573), v Krhové (1575) a v Jevíčku (1576-1577). V roce 1577 vydal jako farář v Jevíčku knihu Knížka zlatá, w nížto se předkládá člowěku křesťanskému, jakauby zbraní měl se hotowiti proti nepříteli ďáblu u tiskaře Fridricha Milichtallera v Olomouci.
V roce 1580 se spolu s ženou a jedenácti dětmi přestěhoval do Čech. Stal se děkanem ve Slaném. Zde vydal svou nejvýznamnější práci: Massopust. Tato kniha je považována za jedno z nejvýznamnějších děl českého humanismu konce 16. století. Později byl farářem v Kostelci nad Labem (1585) a poté v Bohdanči. V roce 1587 byl pravděpodobně farářem v Luži. V roce 1590 pobýval nejprve v Praze, později v Novém Bydžově. V červnu 1590 přesídlil do Loun.
Dne 23. 4. 1591 byl jmenován děkanem v Táboře. O jeho dalším osudu není nic známo.

## Dílo
- 1577 Knížka zlatá, w nížto se předkládá člowěku křesťanskému, jakauby zbraní měl se hotowiti proti nepříteli ďáblu, Olomouc : Fridrich Milichtaller
- 1580 Massopust : Knijha o vwedenij w prawau a Bohu milau pobožnost skrz kratochwilné o Dwanácti Synech Massopustowých Patrzarssých Pekelnijch rozgijmánij Spasytedlná naučenij dáwagijc proč se gegich towaryšstwij wssyckni warovati magij
- 1585 Wýklád na Modlitbu Páně welmi vtěssený[4]